# العاطف المشارمة (قارة)

تعديل مصدري - تعديل

العاطف المشارمة هي إحدى قرى عزلة قارة بمديرية قارة التابعة لمحافظة حجة، بلغ تعداد سكانها 279 نسمة حسب تعداد اليمن لعام 2004.